# Andreas Wacke
Andreas Wacke (* 28. April 1936 in Breslau) ist ein deutscher Rechtswissenschaftler und ehemaliger Hochschullehrer.

## Leben
Andreas Wacke ist ein Sohn des Rechtswissenschaftlers Gerhard Wacke und Dorothea, geb. Fleischer. Er studierte Rechtswissenschaften an den Universitäten Münster, Hamburg und Pavia. In Hamburg legte er sowohl 1960 sein Erstes als auch 1966 sein Zweites Juristisches Staatsexamen ab. 1962 promovierte er ebenfalls in Hamburg unter Betreuung von Max Kaser zum Dr. iur. Anschließend arbeitete er als wissenschaftlicher Assistent in Hamburg. 1968 wechselte er an die Universität Tübingen zu Dieter Medicus, unter dessen Betreuung Wacke sich 1971 habilitierte und die Venia legendi für Römisches Recht, Bürgerliches Recht und Zivilprozessrecht erhielt.
Von 1973 bis zu seiner Emeritierung 2001 war Wacke Professor für Römisches Recht, Bürgerliches Recht und Zivilprozessrecht an der Universität zu Köln und Direktor des dortigen Instituts für Römisches Recht. Wacke betreute während seiner Zeit als Professor in Köln 45 Promotionen und drei Habilitationen (Hans-Georg Knothe, Jürgen Kohler und Christian Baldus). Die Universitäten Szeged, Pretoria und Trnava verliehen ihm jeweils die Ehrendoktorwürde.
Wacke ist seit 1964 verheiratet und Vater von zwei Söhnen (* 1967 und 1969).

## Werk
Wackes Forschungsschwerpunkte in seinen über 300 wissenschaftlichen Beiträgen liegen vor allem im Römischen Recht und der Rechtsgeschichte. Allerdings publizierte er auch zum modernen Bürgerlichen Recht. So war er langjähriger Kommentator zahlreicher Vorschriften zum Allgemeinen Teil des Bürgerlichen Rechts und zum Familienrecht im Münchener Kommentar zum BGB.
- Actio rerum amotarum. Entwendungen unter Ehegatten nach römischem Recht. Böhlau-Verlag, Köln 1964 (Dissertation).
- Das Besitzkonstitut als Übergabesurrogat in Rechtsgeschichte und Rechtsdogmatik – Ursprung, Entwicklung und Grenzen des Traditionsprinzips im Mobiliarsachenrecht. Hanstein-Verlag, Köln 1974 (Habilitationsschrift).
- Unius poena – metus multorum. Jovene, Neapel 2008.